# Luzern
Luzern (njem.: Luzern, fran.: Lucerne, tal.: Lucerna, hrv.: Lucern) je glavni grad istoimenog kantona Luzern u središnjoj Švicarskoj.  Najmnogoljudniji je grad središnje Švicarske s 83 340 stanovnika u 2022. godini te je lokalno ekonomsko, prijevozno i kulturno središte. Urbano područje čini 19 općina i gradova s 220 000 stanovnika.
Ležeći na jezeru Vierwaldstätter i rijeci Reuss, a i zbog blizine vrhova Pilatus i Rigi koji su dio Alpi, Luzern je oduvijek bio popularna turistička destinacija. Gradska znamenitost je Kapellbrücke, drveni most iz 14. stoljeća.
Službeni jezik u Luzernu je njemački jezik.

## Zemljopis
Pripada pod središnju Švicarsku. Graniči s kantonima: Bern, Aargau, Schwyz, Zug, Obwalden i Nidwalden.

## Sport
- FC Luzern, nogometni klub http://www.fcl.ch/ (njem.)
- BSV BORBA Luzern, rukometni klub http://www.borba.ch/default.php/  Arhivirana inačica izvorne stranice od 29. ožujka 2008. (Wayback Machine) (njem.)

## Vanjske poveznice
- Stranica grada Lucerna